# Mardore
Mardore foi uma comuna francesa na região administrativa de Auvérnia-Ródano-Alpes, no departamento de Ródano. Estendia-se por uma área de 13,47 km². Em 2010 a comuna tinha 518 habitantes (densidade: 38,5 hab./km²).
Em 1 de janeiro de 2013, passou a formar parte da nova comuna de Thizy-les-Bourgs.